# Singapore Airlines

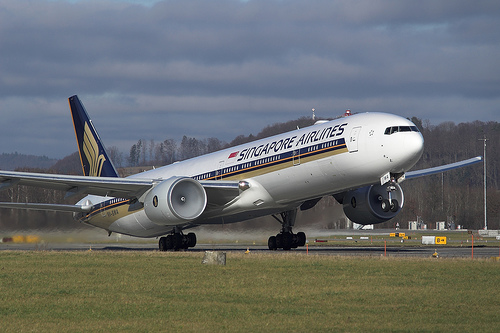
Singapore Airlines Boeing 777-300ER

Singapore Airlines är ett Singapore-baserat flygbolag. Bolaget har sin hub och bas på Singapore Changi Airport. Singapore Airlines har flyglinjer över stora delar av världen, såväl USA, Australien och Europa.
I en undersökning där 14 miljoner passagerare deltog utsågs Singapore Airlines till världens bästa flygbolag 2007 och vann dessutom i klassen bästa business class 2007.

## Flotta
Singapore Airlines flotta består av följande flygplan (29 februari 2016):
| Flygplan         | I tjänst | Beställda | Option | Passagerare | Passagerare | Passagerare | Passagerare | Passagerare | Notes                                     |
| Flygplan         | I tjänst | Beställda | Option | R           | F           | C           | Y           | Total       | Notes                                     |
| ---------------- | -------- | --------- | ------ | ----------- | ----------- | ----------- | ----------- | ----------- | ----------------------------------------- |
| Airbus A330-300  | 30       | —         | —      | —           | —           | 30          | 255         | 285         | Ersätts av Airbus A350 och Boeing 787-10. |
| Airbus A350-900  | 2        | 66        | 20     | TBA         | TBA         | TBA         | TBA         | TBA         |                                           |
| Airbus A380-800  | 19       | 5         | 1      | 12          | —           | 60          | 399         | 471         |                                           |
| Airbus A380-800  | 19       | 5         | 1      | 12          | —           | 86          | 311         | 409         |                                           |
| Boeing 777-200   | 11       | —         | —      | —           | —           | 38          | 228         | 266         | Ersätts av: Airbus A350-900.              |
| Boeing 777-200   | 11       | —         | —      | —           | —           | 30          | 293         | 323         | Ersätts av: Airbus A350-900.              |
| Boeing 777-200ER | 14       | —         | —      | —           | —           | 30          | 255         | 285         | Ersätts av: Airbus A350-900.              |
| Boeing 777-200ER | 14       | —         | —      | —           | —           | 26          | 245         | 271         | Ersätts av: Airbus A350-900.              |
| Boeing 777-300   | 7        | —         | —      | —           | 8           | 50          | 226         | 284         |                                           |
| Boeing 777-300ER | 27       | 3         | —      | —           | 8           | 42          | 228         | 278         |                                           |
| Boeing 787-10    | —        | 30        | —      |             |             |             |             |             |                                           |
| Total            | 109      | 101       | 21     |             |             |             |             |             |                                           |